# ...preparati a volare
...preparati a volare è il disco di debutto della cantante pop italiana Mariangela, pubblicato il 2 marzo 2007 dall'etichetta discografica Universo.

## Il disco
Pubblicato nella prima decade di marzo 2007, il disco contiene alcuni precedenti successi della cantante esordiente, M'ama o m'amerà e Odiami senza rancore, scritti dagli autori Emiliano Palmieri, Tiziano Bernadini e Mario Parruccini erano stati già pubblicati in precedenza in qualità di singoli e che avevano avuto una forte notorietà grazie al programma Striscia la notizia nel quale erano sfruttati per gli stacchetti delle Veline.
Il cd era venduto in tutti i negozi di cd e fu allegato alla rivista Hit mania style anche in edicola, motivo per cui non superò il 91º posto nella classifica dei dischi più venduti.
Al disco ha partecipato anche il cantante Marco Armani, duettando con Mariangela nella canzone Nei giorni sempre uguali da lui scritta insieme a Fabio Torregrossa.
Il disco è stato prodotto da Giancarlo Meo.

## Singoli estratti
Il primo effettivo singolo di quest'album è Ninna nanna, un brano molto simile alla classica ninna nanna che però tratta temi d'amore. Il brano ha permesso a Mariangela di partecipare anche all'edizione 2007 del Festival di Sanremo nella categoria giovani, venendo però eliminata al primo turno. Questo singolo è stato pubblicato in contemporanea con l'album.

## Tracce
CD (Universo 80278511752 (Sony BMG)
1. Ninna nanna – 3:39 (Gino Magurno, Silvio Magurno, Paolo Bianco, Gianluca Meo)
2. M'ama o m'amerà – 3:27 (Emiliano Palmieri, Gabry Ponte, Massimo Gabutti)
3. Odiami senza rancore – 2:59 (Mariangela, Emiliano Palmieri, Tiziano Bernardini, Mario Parruccini)
4. Cerco te – 4:09 (S. Maggio, Paola Palma, Gianluca Meo)
5. Scacco matto – 3:02 (Mariangela, Emiliano Palmieri, Tiziano Bernardini, Mario Parruccini)
6. Portami al mare – 3:13 (Gino Magurno)
7. Ricominciare da te – 2:45 (Mariangela, Emiliano Palmieri, Tiziano Bernardini, Mario Parruccini)
8. A modo mio – 3:25 (S. Maggio)
9. Alla luce del sole – 3:39 (Gino Magurno)
10. Estasi – 3:02 (Emiliano Palmieri, Mariangela, David Marchetti, Tiziano Bernardini, Mario Parruccini)
11. Rumori in me – 3:23 (Mariangela, Angelo Anastasio, Fabio Torregrossa)
12. Luca è andato via – 3:46 (S. Maggio, Paola Palma)
13. Mai – 3:20 (Marco Armenise, Fabio Torregrossa)
14. Nei giorni sempre uguali – 3:55 (Marco Armani, Fabio Torregrossa) – (con Marco Armani)
15. Odio me – 3:40 (Gino Magurno, Mariangela)

Durata totale: 51:24

## Singoli estratti
- 2005 - M'ama o m'amerà
- 2006 - Odiami senza rancore
- 2007 - Ninna nanna